# High Tree Cemetery
High Tree Cemetery is een Britse militaire begraafplaats met gesneuvelden uit de Eerste Wereldoorlog, gelegen in het Franse dorp Montbrehain in het departement Aisne. 
De begraafplaats werd ontworpen door William Cowlishaw en ligt 1.300 meter ten zuidoosten van het dorpscentrum. Ze is bereikbaar vanaf een landweg via een opwaartse trap (een 14-tal treden) en een graspad van 60 meter lang. Het terrein heeft een langwerpig grondplan met een oppervlakte van ruim 290 m² en wordt omgeven door een bakstenen muur. De graven liggen op een rij in het midden van de begraafplaats. Het Cross of Sacrifice staat centraal tegen de zuidwestelijke muur.
De begraafplaats wordt onderhouden door de Commonwealth War Graves Commission.

## Geschiedenis
Het dorp werd door 3 bataljons van de Sherwood Foresters op 3 oktober 1918 veroverd maar ze konden het niet behouden. Twee dagen later werd het definitief door de 21st en de 24th Australian Infantry Battalions heroverd. De begraafplaats werd toen aangelegd en bevat nu 48 slachtoffers waaronder 3 niet geïdentificeerde. Ze sneuvelden allen tussen 5 en 17 oktober 1918. Onder de geïdentificeerde doden zijn er 43 Britten en 2 Australiërs.

## Onderscheiden militairen
- A. C. Keal, sergeant bij de The Buffs (East Kent Regiment) werd onderscheiden met de Distinguished Conduct Medal (DCM).
- D. W. Wise, korporaal bij de The Buffs (East Kent Regiment) werd onderscheiden met de Military Medal (MM).